# Dragaminas clase BYMS
La  Clase BYMS fue una clase de buque dragaminas con casco de Madera, parte de clase YMS Yard de la US Navy. Se construyeron 150 buques destinados al Reino Unido entre 1941 y 1943.
El pedido inicial de 80 buques, fue ordenado específicamente para ser transferido al Reino Unido bajo el programa de préstamo-alquiler. Cuando fueron transferidos, a los BYMS-1 a BYMS-80 se les asignaron los numerales BYMS-2001 a BYMS-2080. Estos buques, no tuvieron nombre asignado. 
Otros 53 BYMS con los numerales 137 a 284 fueron construidos originalmente para la US Navy como parte de la clase YMS, pero fueron transferidos poco después de ser completados a los británicos, en las listas de la Royal Navy, fueron asignados con sus numerales originales de la US Navy. Los 17 buques BYMS restantes fueron entregados en una tanda final.
En 1947, tras la contienda mundial, 17 buques fueron entregados a Italia, donde fueron denominados como la serie Azalea, y continuaron prestando servicio como dragaminas en la Marina Militare, hasta ser dados de baja en 1958, si bien, algunos de estos, continuaron en servicio en la Guardia di Finanza realizando tareas de formación.

## Calypso
El buque de Jacques Cousteau conocido como Calypso era originalmente un buque de esta clase, construido por los astilleros Ballard Marine Railway Company de Seattle, Washington. 
Pertenecía a la primera serie de BYMS, fue puesto en grada el 12 de agosto de 1941 con la designación BYMS-26 y botado el 21 de marzo de 1942. Fue asignado a la Royal Navy en febrero de 1943 con el numeral HMS J-826 y destinado al servicio activo en el mar Mediterráneo, fue renumerado como BYMS-2026 en 1944, puesto en reserva en Malta y finalmente, dado de baja en el registro naval en 1947.